# Рене Бадер
Рене Бадер (нім. René Bader, 7 серпня 1922 — 1995) — швейцарський футболіст, що грав на позиції нападника за клуб «Базель», а також національну збірну Швейцарії. По завершенні ігрової кар'єри — тренер.
Чемпіон і володар Кубку Швейцарії. 

## Клубна кар'єра
У футболі дебютував 1946 року виступами за команду «Базель», кольори якої і захищав протягом усієї своєї кар'єри гравця, що тривала вісім років, ставши за цей час чемпіоном і володарем Кубку Швейцарії. 

## Виступи за збірну
1946 року дебютував в офіційних матчах у складі національної збірної Швейцарії. Протягом кар'єри у національній команді провів у її формі 22 матчі, забивши 1 гол.
У складі збірної був учасником чемпіонату світу 1950 року у Бразилії, де зіграв з Югославією (0-3), з Бразилією (2-2) і з Мексикою (2-1). Відзначився голом у матчі з мексиканцями.

## Кар'єра тренера
Розпочав тренерську кар'єру, ще продовжуючи грати на полі, 1952 року, очоливши тренерський штаб клубу «Базель».
Останнім місцем тренерської роботи був той самий «Базель», головним тренером команди якого Рене Бадер був з 1958 по 1959 рік.
Помер 1995 року на 73-му році життя.

## Титули і досягнення
- Чемпіон Швейцарії (1):

«Базель»: 1952-1953
- Володар Кубку Швейцарії (1):

«Базель»: 1946-1947